# ポリキューブ

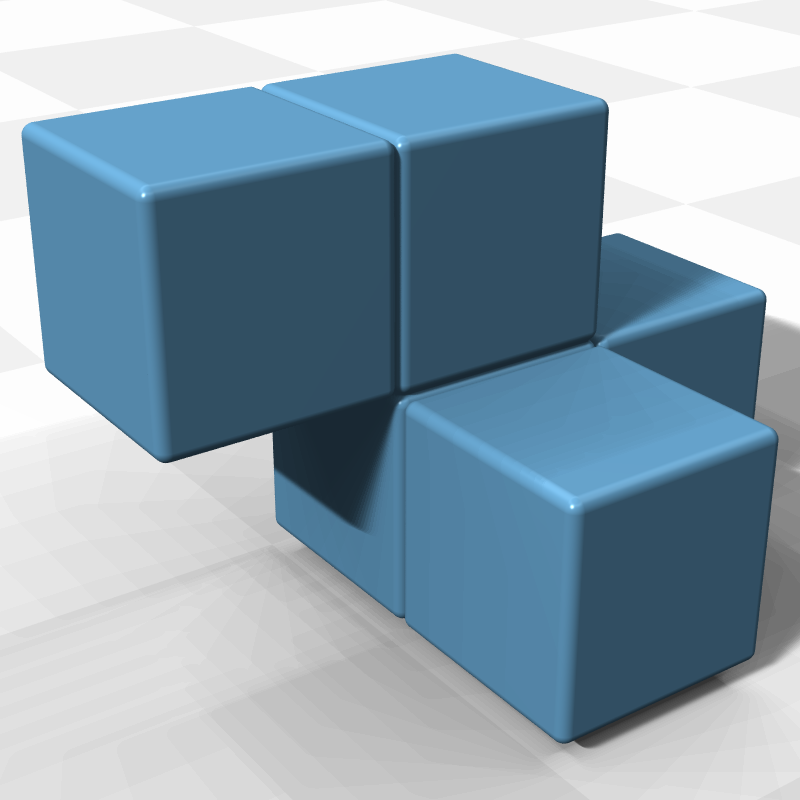
キラルのペンタキューブの一例

ポリキューブは、複数の立方体を面同士で接合した多面体。平面のポリオミノに対し、こちらは立体である。
ポリキューブを使った空間充填のパズルには、ソーマキューブやベドラムキューブなどがある。メガハウスからチロルチョコをモチーフにしたものが発売されている。

## ポリキューブの種類と数
ポリキューブの数え方は、キラルのポリキューブをそれぞれ同じものとして数えるか、鏡像は別のものとするかの2通りがある（すなわち鏡像を含めて数えるか、鏡像を除いて数えるか）。例えばテトラキューブ（{\displaystyle n=4}）にはキラルのポリキューブが1組あり、キラルでないものは6個ある。したがって前者の数え方では7個で、後者では8個となる。
ポリオミノは裏返すことで鏡像にすることができるが、ポリキューブはポリオミノと異なり鏡像にすることが物理的に出来ないため、通常は後者の方法で数えられる。例えばソーマキューブにはキラルのテトラキューブの両方が使用されている。
| n | 名称           | 英語      | 鏡像を | 鏡像を |
| n | 名称           | 英語      | 区別   | 同一視 |
| - | -------------- | --------- | ------ | ------ |
| 1 | モノキューブ   | monocube  | 1      | 1      |
| 2 | ダイキューブ   | dicube    | 1      | 1      |
| 3 | トリキューブ   | tricube   | 2      | 2      |
| 4 | テトラキューブ | tetracube | 8      | 7      |
| 5 | ペンタキューブ | pentacube | 29     | 23     |
| 6 | ヘクサキューブ | hexacube  | 166    | 112    |
| 7 | ヘプタキューブ | heptacube | 1023   | 607    |
| 8 | オクトキューブ | octocube  | 6922   | 3811   |

Kevin Gongはポリキューブを {\displaystyle n=16\quad } まで数えた。詳細については外部リンクを参照。